# Wydział Turystyki i Rekreacji Akademii Wychowania Fizycznego im. Eugeniusza Piaseckiego w Poznaniu
Wydział Turystyki i Rekreacji Akademii Wychowania Fizycznego im. Eugeniusza Piaseckiego w Poznaniu – nieistniejący wydział Akademii Wychowania Fizycznego im. Eugeniusza Piaseckiego w Poznaniu. Jego siedziba znajdowała się przy ul. Królowej Jadwigi 27/39 w Poznaniu.

## Struktura
- Katedra Ekonomiki i Organizacji Turystyki
  - Zakład Ekonomiki Turystyki i Marketingu
  - Zakład Organizacji i Zarządzania Turystyką
- Katedra Geoekologii Turystyki i Rekreacji
  - Zakład Geografii Turystyki i Krajobrazu
  - Zakład Ekologii i Ochrony Środowiska
- Katedra Rekreacji
  - Zakład Metodyki Rekreacji
  - Zakład Tańca i Fitnessu
- Zakład Żywności i Żywienia
- Zakład Informatyki
- Zakład Kulturowych Podstaw Turystyki
  - Pracownia Filozofii i Socjologii

## Kierunki studiów
- turystyka i rekreacja